# Imset

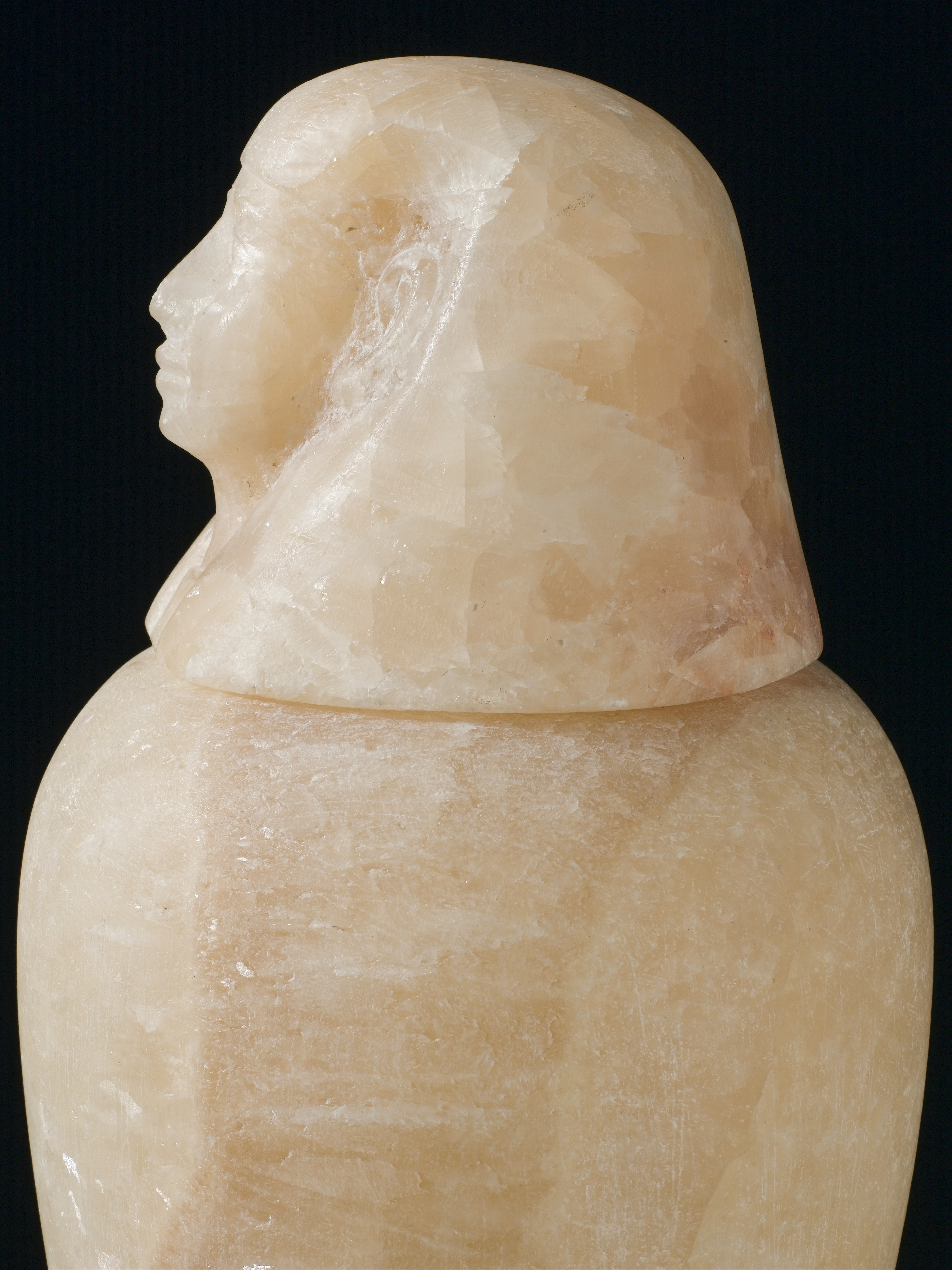
Rappresentazione di Imset

Imset è una divinità egizia appartenente alla religione dell'antico Egitto. Era uno dei quattro figli di Horo dalla testa umana. Era un dio funerario, rappresentato sul vaso canopo contenente il fegato. Era posto sotto la protezione di Iside.

## Altri nomi
- Imseti
- Sety
- Mesti
- Mesta
- Amset
- Amseti